# Casanova de Melias
Casanova de Melias (llamada oficialmente Casanova) es un lugar español situado en la parroquia de Melias, del municipio de Coles, en la provincia de Orense, Galicia.

## Historia
Es una aldea de gran antigüedad compuesta en su mayoría por casas de piedra con grandes bodegas que son un gran resguardo para el calor que suele azotar esta región en verano.[cita requerida]

## Demografía
| Gráfica de evolución demográfica de Casanova entre 2000 y 2022 |
|                                                                |
| Datos según el nomenclátor publicado por el INE.               |